# Cylichnella oryza
Cylichnella oryza is een slakkensoort uit de familie van de Cylichnidae. De wetenschappelijke naam van de soort is voor het eerst geldig gepubliceerd in 1835 door Totten.